# Yahoo! mocoa
Yahoo!mocoa(Yahoo!mobile communication application)はソフトバンクモバイルが提供するYahoo! JAPANのYahoo!メールとYahoo!メッセンジャーが一つになった（従来は、ドコモ・au同様に別々に用意）S!アプリである。
2009年12月2日サービス終了。

## 概要
911SH・910SH・910T・811SH・810SH・811SH・810Tおよびそれ以降、サービス終了までの機種が対応しており、プリインストールされていた。
また、既存の905SH、904SH、904T、705SHにおいてもダウンロードして利用する事ができた。（その他のボーダフォン機種・ソフトバンク7XXシリーズは原則として対応していなかった）。
なお、Yahoo!mocoa対応機種は、従来のYahoo!メールアプリ・Yahoo!メッセンジャーアプリの対応機種から除外されており、どちらか片方のみ使用したい場合でも、Yahoo!mocoaが必要だった。